# Csonkás (Tiszaújlak község)
Csonkás (Вербове [Verbove]) település Ukrajnában, Kárpátalján, a Beregszászi járásban.

## Népessége
A 2001-es ukrajnai népszámlálás adatai szerint 22 lakosa volt, melynek 100%-a ukrán ajkú.